# روت أديلي دي فيتري 2024
روت أديلي دي فيتري 2024 هو سباق دراجات هوائية، وهو الموسم الثامن والعشرين من روت أديلي، وأقيم في 29 مارس 2024 ضمن سباقات طواف أوروبا للدراجات 2024.
فاز بالمركز الأول جينثي بيرمانز ‏، وفاز بالمركز الثاني Sandy Dujardin ‏، وفاز بالمركز الثالث Alexandre Delettre ‏.

## الفرق
| فرق عالمية (5)- Arkéa-B&B Hotels - Cofidis - Decathlon-AG2R La Mondiale - Groupama-FDJ - Intermarché-Wanty فرق برو (9)- بنجوال باوليز ساوكس دبليو بي ‏ - برجس بي إتش 2024 ‏ - كاجا رورال-سيغوروس 2024 ‏ - Equipo Kern Pharma ‏ - أوسكالتيل أوسكادي 2024 ‏ - تيم نوفو نورديسك ‏ - TotalEnergies - أونو-إكس موبيليتي ‏ - VF Group-Bardiani CSF-Faizané فرق قارية (5)- CIC U Nantes Atlantique ‏ - Lotto–Dstny Development Team ‏ - Nice Métropole Côte d'Azur ‏ - إتش بي بي تي بي – أوبير 93 ‏ - Van Rysel–Roubaix ‏ |  |
| |  |

## المشاركون
| أونو-إكس موبيليتي ‏ UXM | أونو-إكس موبيليتي ‏ UXM   | أونو-إكس موبيليتي ‏ UXM |
| ---------------------- | ------------------------ | ---------------------- |
| م                      | عداء                     | مرتبة                  |
| 1                      | Fredrik Dversnes ‏ (طريق) | 12                     |
| 2                      | Carl-Frederik Bévort ‏    | 5                      |
| 3                      | Erlend Blikra ‏           | 96                     |
| 4                      | ماركوس هانسن             | 102                    |
| 5                      | أندرس سكارسيث            | 41                     |
| 6                      | Magnus Kulset ‏           | 62                     |
| 7                      | Simon Dalby (cyclist) ‏   | 10                     |

| Arkéa-B&B Hotels ARK | Arkéa-B&B Hotels ARK      | Arkéa-B&B Hotels ARK |
| -------------------- | ------------------------- | -------------------- |
| م                    | عداء                      | مرتبة                |
| 11                   | جينثي بيرمانز ‏            | 1                    |
| 12                   | Ewen Costiou ‏             | 11                   |
| 13                   | Thibault Guernalec ‏       | 76                   |
| 14                   | Mathis Le Berre ‏          | 64                   |
| 15                   | Nicolas Milesi ‏           | 46                   |
| 16                   | Pierre Thierry (cyclist) ‏ | 56                   |
| 17                   | كليمان فنتوريني           | 19                   |

| Intermarché-Wanty IWA | Intermarché-Wanty IWA | Intermarché-Wanty IWA |
| --------------------- | --------------------- | --------------------- |
| م                     | عداء                  | مرتبة                 |
| 22                    | Vito Braet ‏           | 87                    |
| 23                    | Alexy Faure Prost ‏    | 97                    |
| 24                    | آرنه ماريت ‏           | 50                    |
| 25                    | Tom Paquot ‏           | 88                    |
| 26                    | بابتيست بلانكايرت     | 89                    |
| 27                    | Zeno Moonen‏           | لم يكمل السباق        |

| Cofidis COF | Cofidis COF              | Cofidis COF    |
| ----------- | ------------------------ | -------------- |
| م           | عداء                     | مرتبة          |
| 31          | بريان كوكار              | 43             |
| 32          | Eddy Finé ‏               | لم يكمل السباق |
| 33          | ألكسيس غوجيراد           | لم يكمل السباق |
| 34          | Oliver Knight (cyclist) ‏ | لم يكمل السباق |
| 35          | Nolann Mahoudo ‏          | 75             |
| 36          | Stefano Oldani ‏          | لم يكمل السباق |
| 37          | Hugo Toumire ‏            | 55             |

| Decathlon-AG2R La Mondiale DAT | Decathlon-AG2R La Mondiale DAT | Decathlon-AG2R La Mondiale DAT |
| ------------------------------ | ------------------------------ | ------------------------------ |
| م                              | عداء                           | مرتبة                          |
| 41                             | بينوا كوسنيفروي                | 13                             |
| 42                             | Léo Bisiaux ‏                   | 57                             |
| 43                             | Tom Donnenwirth ‏               | لم يكمل السباق                 |
| 44                             | Noa Isidore ‏                   | 8                              |
| 45                             | Jordan Labrosse ‏               | 6                              |
| 46                             | Killian Verschuren ‏            | 74                             |

| Groupama-FDJ GFC | Groupama-FDJ GFC  | Groupama-FDJ GFC |
| ---------------- | ----------------- | ---------------- |
| م                | عداء              | مرتبة            |
| 51               | ديفيد جودو        | 4                |
| 52               | Titouan Fontaine ‏ | لم يكمل السباق   |
| 53               | Joshua Golliker ‏  | 101              |
| 54               | Thibaud Gruel ‏    | 21               |
| 55               | Noah Hobbs ‏       | 14               |
| 56               | Brieuc Rolland ‏   | 32               |
| 57               | مارك ساريو        | لم يكمل السباق   |

| Lotto–Dstny Development Team ‏ LDD | Lotto–Dstny Development Team ‏ LDD | Lotto–Dstny Development Team ‏ LDD |
| --------------------------------- | --------------------------------- | --------------------------------- |
| م                                 | عداء                              | مرتبة                             |
| 61                                | Lionel Taminiaux ‏                 | 28                                |
| 62                                | Axel De Lie ‏                      | لم يكمل السباق                    |
| 63                                | Steffen De Schuyteneer ‏           | 52                                |
| 64                                | Matys Grisel ‏                     | 25                                |
| 65                                | Tars Poelvoorde‏                   | 54                                |
| 66                                | Henri Vandenabeele ‏               | 92                                |
| 67                                | Victor Vaneeckhoutte ‏             | 82                                |

| TotalEnergies TEN | TotalEnergies TEN | TotalEnergies TEN |
| ----------------- | ----------------- | ----------------- |
| م                 | عداء              | مرتبة             |
| 71                | جوليان سيمون      | 34                |
| 72                | Sandy Dujardin ‏   | 2                 |
| 73                | Valentin Ferron ‏  | 47                |
| 74                | لورينزو مانزين    | 68                |
| 75                | Paul Ourselin ‏    | 38                |
| 77                | Baptiste Vadic ‏   | لم يكمل السباق    |

| كاجا رورال-سيغوروس ‏ CJR | كاجا رورال-سيغوروس ‏ CJR | كاجا رورال-سيغوروس ‏ CJR |
| ----------------------- | ----------------------- | ----------------------- |
| م                       | عداء                    | مرتبة                   |
| 81                      | Julen Arriola-Bengoa ‏   | 72                      |
| 82                      | Samuel Fernández ‏       | 45                      |
| 83                      | ديفيد غونزاليس          | 23                      |
| 84                      | Jaume Guardeño ‏         | 59                      |
| 85                      | ميكال شليغل             | لم يكمل السباق          |
| 86                      | Calum Johnston ‏         | 99                      |
| 87                      | Guillermo Thomas Silva ‏ | 30                      |

| بنجوال باوليز ساوكس دبليو بي ‏ BWB | بنجوال باوليز ساوكس دبليو بي ‏ BWB | بنجوال باوليز ساوكس دبليو بي ‏ BWB |
| --------------------------------- | --------------------------------- | --------------------------------- |
| م                                 | عداء                              | مرتبة                             |
| 91                                | Louka Matthys ‏                    | 33                                |
| 92                                | BEL                               | 31                                |
| 93                                | Milan Lanhove ‏                    | 61                                |
| 94                                | Alexander Salby ‏                  | 65                                |
| 95                                | Sil Van Daele‏                     | 67                                |
| 96                                | Sébastien van Poppel‏              | لم يكمل السباق                    |
| 97                                | ساشا ويميس                        | 93                                |

| أوسكالتيل أوسكادي ‏ EUS | أوسكالتيل أوسكادي ‏ EUS    | أوسكالتيل أوسكادي ‏ EUS |
| ---------------------- | ------------------------- | ---------------------- |
| م                      | عداء                      | مرتبة                  |
| 101                    | جون ابرستوري              | 16                     |
| 102                    | Nicolás Alustiza ‏         | 91                     |
| 103                    | Xabier Berasategi ‏        | 7                      |
| 104                    | James Fouché ‏             | 17                     |
| 105                    | Andoni López de Abetxuko ‏ | 80                     |
| 106                    | Unai Cuadrado ‏            | 39                     |
| 107                    | Unai Zubeldia ‏            | 85                     |

| تيم نوفو نورديسك ‏ TNN | تيم نوفو نورديسك ‏ TNN              | تيم نوفو نورديسك ‏ TNN |
| --------------------- | ---------------------------------- | --------------------- |
| م                     | عداء                               | مرتبة                 |
| 111                   | سام براند                          | 94                    |
| 112                   | Quinten De Graeve ‏                 | 103                   |
| 113                   | Lucas Dauge ‏                       | لم يكمل السباق        |
| 114                   | Matyáš Kopecký ‏                    | 22                    |
| 115                   | Andrea Peron (cyclist, born 1988) ‏ | 69                    |
| 116                   | Antonio Polga‏                      | 100                   |
| 117                   | Filippo Ridolfo ‏                   | لم يكمل السباق        |

| VF Group-Bardiani CSF-Faizanè VBF | VF Group-Bardiani CSF-Faizanè VBF | VF Group-Bardiani CSF-Faizanè VBF |
| --------------------------------- | --------------------------------- | --------------------------------- |
| م                                 | عداء                              | مرتبة                             |
| 121                               | Filippo Fiorelli ‏                 | 77                                |
| 122                               | Riccardo Lucca ‏                   | لم يبدأ                           |
| 123                               | Filippo Magli ‏                    | 20                                |
| 124                               | Martin Marcellusi ‏                | لم يكمل السباق                    |
| 125                               | Alessandro Tonelli ‏               | لم يكمل السباق                    |
| 126                               | Enrico Zanoncello ‏                | 66                                |
| 127                               | Samuele Zoccarato ‏                | لم يكمل السباق                    |

| برجس بي إتش ‏ BBH | برجس بي إتش ‏ BBH          | برجس بي إتش ‏ BBH |
| ---------------- | ------------------------- | ---------------- |
| م                | عداء                      | مرتبة            |
| 131              | Óscar Pelegrí ‏            | 79               |
| 132              | Clément Alleno ‏           | 63               |
| 133              | Rodrigo Álvarez ‏          | لم يكمل السباق   |
| 134              | Antonio Angulo ‏           | 29               |
| 135              | Georgios Bouglas ‏ (طريق)  | 51               |
| 136              | Ángel Fuentes ‏            | 37               |
| 137              | George Jackson (cyclist) ‏ | 83               |

| إتش بي بي تي بي – أوبير 93 ‏ AUB | إتش بي بي تي بي – أوبير 93 ‏ AUB | إتش بي بي تي بي – أوبير 93 ‏ AUB |
| ------------------------------- | ------------------------------- | ------------------------------- |
| م                               | عداء                            | مرتبة                           |
| 141                             | Alexandre Delettre ‏             | 3                               |
| 142                             | Nicolas Breuillard ‏             | 36                              |
| 143                             | جيريمي كابوت                    | لم يكمل السباق                  |
| 144                             | Romain Cardis ‏                  | 15                              |
| 145                             | Dillon Corkery ‏                 | 78                              |
| 146                             | Théo Delacroix ‏                 | 71                              |
| 147                             | Jérémy Lecroq ‏                  | 70                              |

| Equipo Kern Pharma ‏ EKP | Equipo Kern Pharma ‏ EKP    | Equipo Kern Pharma ‏ EKP |
| ----------------------- | -------------------------- | ----------------------- |
| م                       | عداء                       | مرتبة                   |
| 151                     | Hugo Aznar ‏                | لم يكمل السباق          |
| 152                     | Iñigo Elosegui ‏            | 60                      |
| 153                     | Álex Jaime ‏                | 27                      |
| 154                     | فرنسيسكو غالفان            | 81                      |
| 155                     | Mikel Retegi ‏              | 90                      |
| 156                     | Eugenio Sánchez (cyclist) ‏ | لم يكمل السباق          |
| 157                     | Antonio Jesús Soto ‏        | لم يكمل السباق          |

| CIC U Nantes Atlantique ‏ UCN | CIC U Nantes Atlantique ‏ UCN | CIC U Nantes Atlantique ‏ UCN |
| ---------------------------- | ---------------------------- | ---------------------------- |
| م                            | عداء                         | مرتبة                        |
| 161                          | Pierre-Henry Basset ‏         | 86                           |
| 162                          | Clément Braz Afonso ‏         | 9                            |
| 163                          | Léo Danès ‏                   | 35                           |
| 164                          | Artus Jaladeau ‏              | 42                           |
| 165                          | Antoine Hue ‏                 | 98                           |
| 166                          | Matisse Julien ‏              | 84                           |
| 167                          | Jon Rye-Johnsen ‏             | 95                           |

| Nice Métropole Côte d'Azur ‏ NMC | Nice Métropole Côte d'Azur ‏ NMC | Nice Métropole Côte d'Azur ‏ NMC |
| ------------------------------- | ------------------------------- | ------------------------------- |
| م                               | عداء                            | مرتبة                           |
| 171                             | Jonathan Couanon ‏               | 18                              |
| 172                             | Melvin Crommelinck ‏             | 48                              |
| 173                             | Noah Knecht‏                     | لم يكمل السباق                  |
| 174                             | Paul Hennequin ‏                 | لم يكمل السباق                  |
| 175                             | Jean-Louis Le Ny ‏               | لم يكمل السباق                  |
| 176                             | Andrea Mifsud ‏                  | 24                              |
| 177                             | Axel Narbonne-Zuccarelli ‏       | 53                              |

| Van Rysel–Roubaix ‏ VRR | Van Rysel–Roubaix ‏ VRR | Van Rysel–Roubaix ‏ VRR |
| ---------------------- | ---------------------- | ---------------------- |
| م                      | عداء                   | مرتبة                  |
| 181                    | ايمانويل مورين         | 26                     |
| 182                    | Kévin Avoine ‏          | 44                     |
| 183                    | توماس بودات            | لم يكمل السباق         |
| 184                    | Rémi Capron ‏           | 58                     |
| 185                    | Maxime Jarnet ‏         | 49                     |
| 186                    | Jérémy Leveau ‏         | 40                     |
| 187                    | صموئيل لورو ‏           | 73                     |

| أونو-إكس موبيليتي ‏ UXM | أونو-إكس موبيليتي ‏ UXM   | أونو-إكس موبيليتي ‏ UXM |
| ---------------------- | ------------------------ | ---------------------- |
| م                      | عداء                     | مرتبة                  |
| 1                      | Fredrik Dversnes ‏ (طريق) | 12                     |
| 2                      | Carl-Frederik Bévort ‏    | 5                      |
| 3                      | Erlend Blikra ‏           | 96                     |
| 4                      | ماركوس هانسن             | 102                    |
| 5                      | أندرس سكارسيث            | 41                     |
| 6                      | Magnus Kulset ‏           | 62                     |
| 7                      | Simon Dalby (cyclist) ‏   | 10                     |

| Arkéa-B&B Hotels ARK | Arkéa-B&B Hotels ARK      | Arkéa-B&B Hotels ARK |
| -------------------- | ------------------------- | -------------------- |
| م                    | عداء                      | مرتبة                |
| 11                   | جينثي بيرمانز ‏            | 1                    |
| 12                   | Ewen Costiou ‏             | 11                   |
| 13                   | Thibault Guernalec ‏       | 76                   |
| 14                   | Mathis Le Berre ‏          | 64                   |
| 15                   | Nicolas Milesi ‏           | 46                   |
| 16                   | Pierre Thierry (cyclist) ‏ | 56                   |
| 17                   | كليمان فنتوريني           | 19                   |

| Intermarché-Wanty IWA | Intermarché-Wanty IWA | Intermarché-Wanty IWA |
| --------------------- | --------------------- | --------------------- |
| م                     | عداء                  | مرتبة                 |
| 22                    | Vito Braet ‏           | 87                    |
| 23                    | Alexy Faure Prost ‏    | 97                    |
| 24                    | آرنه ماريت ‏           | 50                    |
| 25                    | Tom Paquot ‏           | 88                    |
| 26                    | بابتيست بلانكايرت     | 89                    |
| 27                    | Zeno Moonen‏           | لم يكمل السباق        |

| Cofidis COF | Cofidis COF              | Cofidis COF    |
| ----------- | ------------------------ | -------------- |
| م           | عداء                     | مرتبة          |
| 31          | بريان كوكار              | 43             |
| 32          | Eddy Finé ‏               | لم يكمل السباق |
| 33          | ألكسيس غوجيراد           | لم يكمل السباق |
| 34          | Oliver Knight (cyclist) ‏ | لم يكمل السباق |
| 35          | Nolann Mahoudo ‏          | 75             |
| 36          | Stefano Oldani ‏          | لم يكمل السباق |
| 37          | Hugo Toumire ‏            | 55             |

| Decathlon-AG2R La Mondiale DAT | Decathlon-AG2R La Mondiale DAT | Decathlon-AG2R La Mondiale DAT |
| ------------------------------ | ------------------------------ | ------------------------------ |
| م                              | عداء                           | مرتبة                          |
| 41                             | بينوا كوسنيفروي                | 13                             |
| 42                             | Léo Bisiaux ‏                   | 57                             |
| 43                             | Tom Donnenwirth ‏               | لم يكمل السباق                 |
| 44                             | Noa Isidore ‏                   | 8                              |
| 45                             | Jordan Labrosse ‏               | 6                              |
| 46                             | Killian Verschuren ‏            | 74                             |

| Groupama-FDJ GFC | Groupama-FDJ GFC  | Groupama-FDJ GFC |
| ---------------- | ----------------- | ---------------- |
| م                | عداء              | مرتبة            |
| 51               | ديفيد جودو        | 4                |
| 52               | Titouan Fontaine ‏ | لم يكمل السباق   |
| 53               | Joshua Golliker ‏  | 101              |
| 54               | Thibaud Gruel ‏    | 21               |
| 55               | Noah Hobbs ‏       | 14               |
| 56               | Brieuc Rolland ‏   | 32               |
| 57               | مارك ساريو        | لم يكمل السباق   |

| Lotto–Dstny Development Team ‏ LDD | Lotto–Dstny Development Team ‏ LDD | Lotto–Dstny Development Team ‏ LDD |
| --------------------------------- | --------------------------------- | --------------------------------- |
| م                                 | عداء                              | مرتبة                             |
| 61                                | Lionel Taminiaux ‏                 | 28                                |
| 62                                | Axel De Lie ‏                      | لم يكمل السباق                    |
| 63                                | Steffen De Schuyteneer ‏           | 52                                |
| 64                                | Matys Grisel ‏                     | 25                                |
| 65                                | Tars Poelvoorde‏                   | 54                                |
| 66                                | Henri Vandenabeele ‏               | 92                                |
| 67                                | Victor Vaneeckhoutte ‏             | 82                                |

| TotalEnergies TEN | TotalEnergies TEN | TotalEnergies TEN |
| ----------------- | ----------------- | ----------------- |
| م                 | عداء              | مرتبة             |
| 71                | جوليان سيمون      | 34                |
| 72                | Sandy Dujardin ‏   | 2                 |
| 73                | Valentin Ferron ‏  | 47                |
| 74                | لورينزو مانزين    | 68                |
| 75                | Paul Ourselin ‏    | 38                |
| 77                | Baptiste Vadic ‏   | لم يكمل السباق    |

| كاجا رورال-سيغوروس ‏ CJR | كاجا رورال-سيغوروس ‏ CJR | كاجا رورال-سيغوروس ‏ CJR |
| ----------------------- | ----------------------- | ----------------------- |
| م                       | عداء                    | مرتبة                   |
| 81                      | Julen Arriola-Bengoa ‏   | 72                      |
| 82                      | Samuel Fernández ‏       | 45                      |
| 83                      | ديفيد غونزاليس          | 23                      |
| 84                      | Jaume Guardeño ‏         | 59                      |
| 85                      | ميكال شليغل             | لم يكمل السباق          |
| 86                      | Calum Johnston ‏         | 99                      |
| 87                      | Guillermo Thomas Silva ‏ | 30                      |

| بنجوال باوليز ساوكس دبليو بي ‏ BWB | بنجوال باوليز ساوكس دبليو بي ‏ BWB | بنجوال باوليز ساوكس دبليو بي ‏ BWB |
| --------------------------------- | --------------------------------- | --------------------------------- |
| م                                 | عداء                              | مرتبة                             |
| 91                                | Louka Matthys ‏                    | 33                                |
| 92                                | BEL                               | 31                                |
| 93                                | Milan Lanhove ‏                    | 61                                |
| 94                                | Alexander Salby ‏                  | 65                                |
| 95                                | Sil Van Daele‏                     | 67                                |
| 96                                | Sébastien van Poppel‏              | لم يكمل السباق                    |
| 97                                | ساشا ويميس                        | 93                                |

| أوسكالتيل أوسكادي ‏ EUS | أوسكالتيل أوسكادي ‏ EUS    | أوسكالتيل أوسكادي ‏ EUS |
| ---------------------- | ------------------------- | ---------------------- |
| م                      | عداء                      | مرتبة                  |
| 101                    | جون ابرستوري              | 16                     |
| 102                    | Nicolás Alustiza ‏         | 91                     |
| 103                    | Xabier Berasategi ‏        | 7                      |
| 104                    | James Fouché ‏             | 17                     |
| 105                    | Andoni López de Abetxuko ‏ | 80                     |
| 106                    | Unai Cuadrado ‏            | 39                     |
| 107                    | Unai Zubeldia ‏            | 85                     |

| تيم نوفو نورديسك ‏ TNN | تيم نوفو نورديسك ‏ TNN              | تيم نوفو نورديسك ‏ TNN |
| --------------------- | ---------------------------------- | --------------------- |
| م                     | عداء                               | مرتبة                 |
| 111                   | سام براند                          | 94                    |
| 112                   | Quinten De Graeve ‏                 | 103                   |
| 113                   | Lucas Dauge ‏                       | لم يكمل السباق        |
| 114                   | Matyáš Kopecký ‏                    | 22                    |
| 115                   | Andrea Peron (cyclist, born 1988) ‏ | 69                    |
| 116                   | Antonio Polga‏                      | 100                   |
| 117                   | Filippo Ridolfo ‏                   | لم يكمل السباق        |

| VF Group-Bardiani CSF-Faizanè VBF | VF Group-Bardiani CSF-Faizanè VBF | VF Group-Bardiani CSF-Faizanè VBF |
| --------------------------------- | --------------------------------- | --------------------------------- |
| م                                 | عداء                              | مرتبة                             |
| 121                               | Filippo Fiorelli ‏                 | 77                                |
| 122                               | Riccardo Lucca ‏                   | لم يبدأ                           |
| 123                               | Filippo Magli ‏                    | 20                                |
| 124                               | Martin Marcellusi ‏                | لم يكمل السباق                    |
| 125                               | Alessandro Tonelli ‏               | لم يكمل السباق                    |
| 126                               | Enrico Zanoncello ‏                | 66                                |
| 127                               | Samuele Zoccarato ‏                | لم يكمل السباق                    |

| برجس بي إتش ‏ BBH | برجس بي إتش ‏ BBH          | برجس بي إتش ‏ BBH |
| ---------------- | ------------------------- | ---------------- |
| م                | عداء                      | مرتبة            |
| 131              | Óscar Pelegrí ‏            | 79               |
| 132              | Clément Alleno ‏           | 63               |
| 133              | Rodrigo Álvarez ‏          | لم يكمل السباق   |
| 134              | Antonio Angulo ‏           | 29               |
| 135              | Georgios Bouglas ‏ (طريق)  | 51               |
| 136              | Ángel Fuentes ‏            | 37               |
| 137              | George Jackson (cyclist) ‏ | 83               |

| إتش بي بي تي بي – أوبير 93 ‏ AUB | إتش بي بي تي بي – أوبير 93 ‏ AUB | إتش بي بي تي بي – أوبير 93 ‏ AUB |
| ------------------------------- | ------------------------------- | ------------------------------- |
| م                               | عداء                            | مرتبة                           |
| 141                             | Alexandre Delettre ‏             | 3                               |
| 142                             | Nicolas Breuillard ‏             | 36                              |
| 143                             | جيريمي كابوت                    | لم يكمل السباق                  |
| 144                             | Romain Cardis ‏                  | 15                              |
| 145                             | Dillon Corkery ‏                 | 78                              |
| 146                             | Théo Delacroix ‏                 | 71                              |
| 147                             | Jérémy Lecroq ‏                  | 70                              |

| Equipo Kern Pharma ‏ EKP | Equipo Kern Pharma ‏ EKP    | Equipo Kern Pharma ‏ EKP |
| ----------------------- | -------------------------- | ----------------------- |
| م                       | عداء                       | مرتبة                   |
| 151                     | Hugo Aznar ‏                | لم يكمل السباق          |
| 152                     | Iñigo Elosegui ‏            | 60                      |
| 153                     | Álex Jaime ‏                | 27                      |
| 154                     | فرنسيسكو غالفان            | 81                      |
| 155                     | Mikel Retegi ‏              | 90                      |
| 156                     | Eugenio Sánchez (cyclist) ‏ | لم يكمل السباق          |
| 157                     | Antonio Jesús Soto ‏        | لم يكمل السباق          |

| CIC U Nantes Atlantique ‏ UCN | CIC U Nantes Atlantique ‏ UCN | CIC U Nantes Atlantique ‏ UCN |
| ---------------------------- | ---------------------------- | ---------------------------- |
| م                            | عداء                         | مرتبة                        |
| 161                          | Pierre-Henry Basset ‏         | 86                           |
| 162                          | Clément Braz Afonso ‏         | 9                            |
| 163                          | Léo Danès ‏                   | 35                           |
| 164                          | Artus Jaladeau ‏              | 42                           |
| 165                          | Antoine Hue ‏                 | 98                           |
| 166                          | Matisse Julien ‏              | 84                           |
| 167                          | Jon Rye-Johnsen ‏             | 95                           |

| Nice Métropole Côte d'Azur ‏ NMC | Nice Métropole Côte d'Azur ‏ NMC | Nice Métropole Côte d'Azur ‏ NMC |
| ------------------------------- | ------------------------------- | ------------------------------- |
| م                               | عداء                            | مرتبة                           |
| 171                             | Jonathan Couanon ‏               | 18                              |
| 172                             | Melvin Crommelinck ‏             | 48                              |
| 173                             | Noah Knecht‏                     | لم يكمل السباق                  |
| 174                             | Paul Hennequin ‏                 | لم يكمل السباق                  |
| 175                             | Jean-Louis Le Ny ‏               | لم يكمل السباق                  |
| 176                             | Andrea Mifsud ‏                  | 24                              |
| 177                             | Axel Narbonne-Zuccarelli ‏       | 53                              |

| Van Rysel–Roubaix ‏ VRR | Van Rysel–Roubaix ‏ VRR | Van Rysel–Roubaix ‏ VRR |
| ---------------------- | ---------------------- | ---------------------- |
| م                      | عداء                   | مرتبة                  |
| 181                    | ايمانويل مورين         | 26                     |
| 182                    | Kévin Avoine ‏          | 44                     |
| 183                    | توماس بودات            | لم يكمل السباق         |
| 184                    | Rémi Capron ‏           | 58                     |
| 185                    | Maxime Jarnet ‏         | 49                     |
| 186                    | Jérémy Leveau ‏         | 40                     |
| 187                    | صموئيل لورو ‏           | 73                     |

## التصنيف العام النهائي
| التصنيف العام         | التصنيف العام          | التصنيف العام               | التصنيف العام | التصنيف العام |
| العداء                | العداء                 | الفريق                      | الوقت         |               |
| --------------------- | ---------------------- | --------------------------- | ------------- | ------------- |
| 1                     | جينثي بيرمانز ‏         | Arkéa-B&B Hotels            | 4 س 03 د 27 ث |               |
| 2                     | Sandy Dujardin ‏        | TotalEnergies               | + 0 ث         |               |
| 3                     | Alexandre Delettre ‏    | إتش بي بي تي بي – أوبير 93 ‏ | + 0 ث         |               |
| 4                     | ديفيد جودو             | Groupama-FDJ                | + 0 ث         |               |
| 5                     | Carl-Frederik Bévort ‏  | أونو اكس برو سايكلنج تيم ‏   | + 0 ث         |               |
| 6                     | Jordan Labrosse ‏       | Decathlon-AG2R La Mondiale  | + 0 ث         |               |
| 7                     | Xabier Berasategi ‏     | أوسكالتيل أوسكادي ‏          | + 2 ث         |               |
| 8                     | Noa Isidore ‏           | ديكاتلون لا مونديال         | + 2 ث         |               |
| 9                     | Clément Braz Afonso ‏   | CIC U Nantes Atlantique ‏    | + 2 ث         |               |
| 10                    | Simon Dalby (cyclist) ‏ | أونو اكس برو سايكلنج تيم ‏   | + 9 ث         |               |
|                       |                        |                             |               |               |
| مصدر: ProCyclingStats |                        |                             |               |               |

## وصلات خارجية
- الموقع الرسمي
- لمحة عن سباق روت أديلي دي فيتري 2024 على موقع  ProCyclingStats   (برو  سايكلنج  ستاتس) - إحصاءات  محترفي  الدراجات.
- روت أديلي دي فيتري 2024 على موقع إحصائيات الدراجات الإحترافية (الإنجليزية)